# Carlos de Gurrea
Carlos de Gurrea Aragón y Borja, duca di Villahermosa (1634 – 1692), fu un nobile e politico spagnolo, governatore dei Paesi Bassi (1675-1677) e viceré di Catalogna (1688-1690) nonché cavaliere del Toson d'oro (1678).

## Biografia

### Infanzia
Carlos de Gurrea fu il nono duca di Villahermosa; era dunque uno dei Grandi di Spagna, appartenente alla nobiltà più in vista del regno.

### Matrimonio
Nel 1656 sposò Maria Enriquez de Guzman y Cordova (morta nel 1695), dalla quale non ebbe figli.

### Governatore dei Paesi Bassi spagnoli
Dal 1675 al 1677 su incarico di re Carlo II divenne Governatore dei Paesi Bassi spagnoli: il titolo fu in quegli anni puramente nominale, data la scarsa influenza del governo spagnolo in quei territori. Francia e Paesi Bassi combatterono due battaglie, la battaglia di Cassel e quella di Saint-Denis nelle quali la Spagna ebbe un ruolo del tutto marginale. In seguito, non essendo riuscito a proteggere alcune città dalle scorribande degli invasori malgrado le truppe di rinforzo arrivate da Milano, fu destituito dalla carica di Governatore, che passò così al generale Alessandro Farnese.

### Ultimi anni e morte
Dal 1688 al 1690 Carlos de Gurrea fu viceré di Catalogna.
Il duca Carlos morì nel 1692.